# 육군특수부대사령부 (프랑스)
육군특별행동사령부(프랑스어: Commandement des actions spéciales terre (CAST))는 피레네자틀랑티크주 포에 본부를 두고 있는 프랑스 육군의 특수부대 지휘부이다.

## 역사
COM FST는 1997년에 독립특별집단으로서 제1낙하산해병보병연대(1er RPIMa)와 제4지휘공중기동헬리콥터연대(4e RHCM)를 지휘하는 부대로서 창설되었다.
1998년, 프랑스 육군 경항공 특수작전 분견대(Détachement ALAT des Opérations Spéciales (DAOS))가 창설되었다.
2002년 7월 1일에 제13낙하산용기병연대가 추가되어 육군특전여단(BFST)이 창설되었다. 이때부터 BFST은 소속 3개 연대를 상호유기적으로 연계하여 작전을 할 수 있도록 Gorgones 훈련을 하고 있다.
2016년 7월 1일, 사단급 부대인 COM FST로 재편성되었다.
2023년 10월 1일, 육군특별행동사령부(CAST)로 개명되었다.

## 산하 조직

소속 부대의 배지
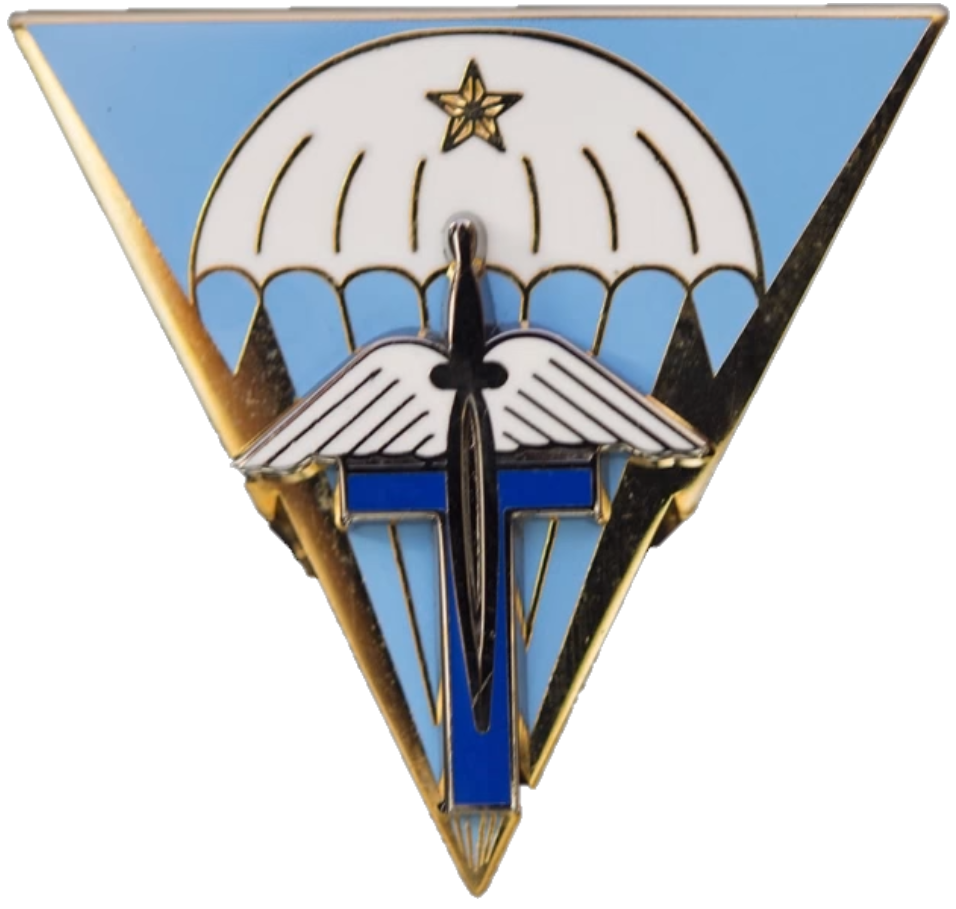
지휘통신중대
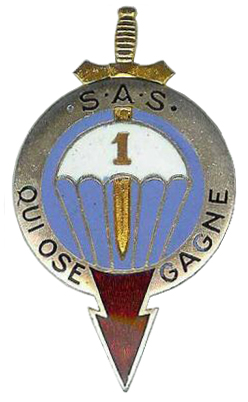
제1낙하산해병보병연대
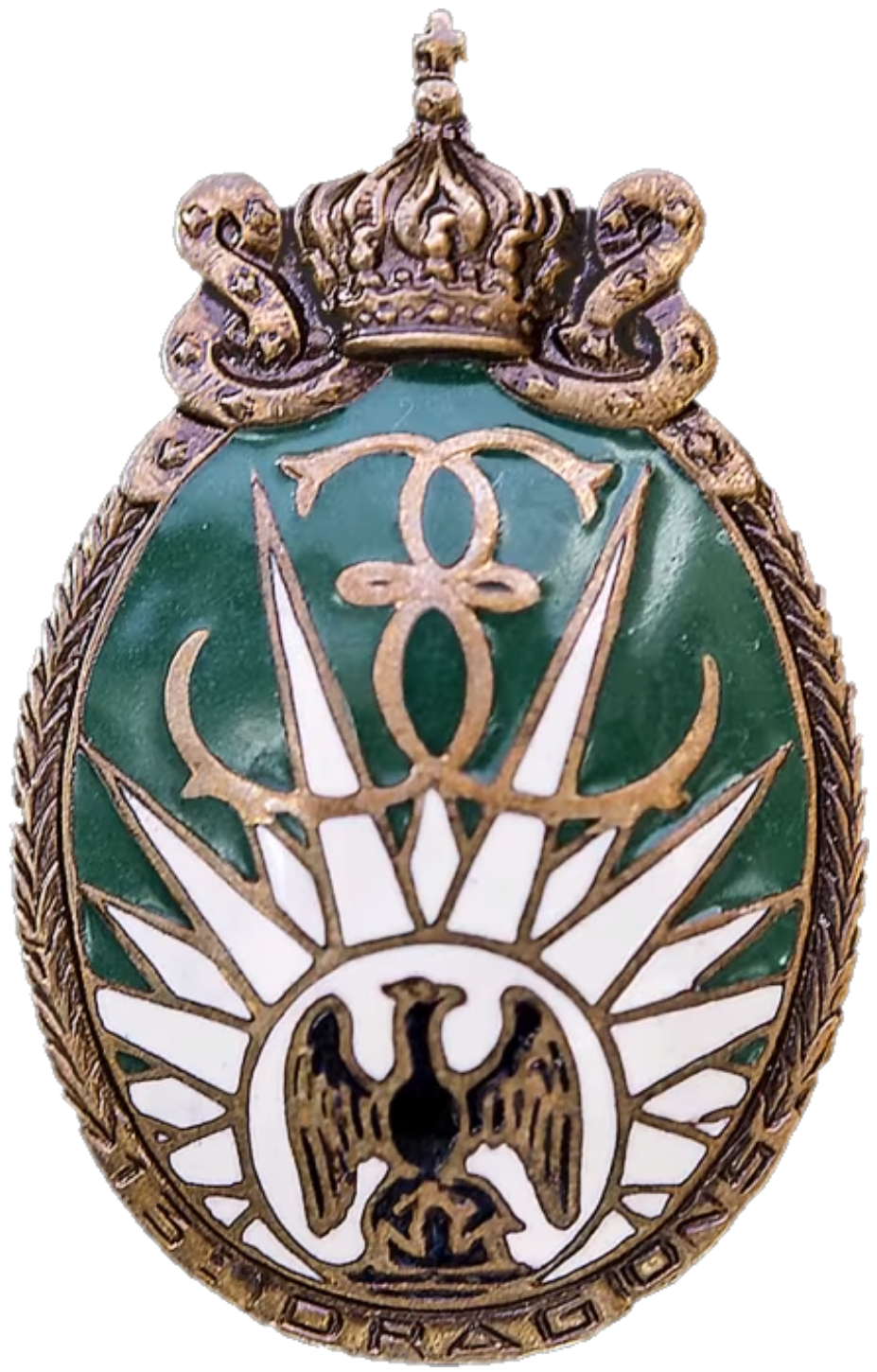
제13낙하산용기병연대
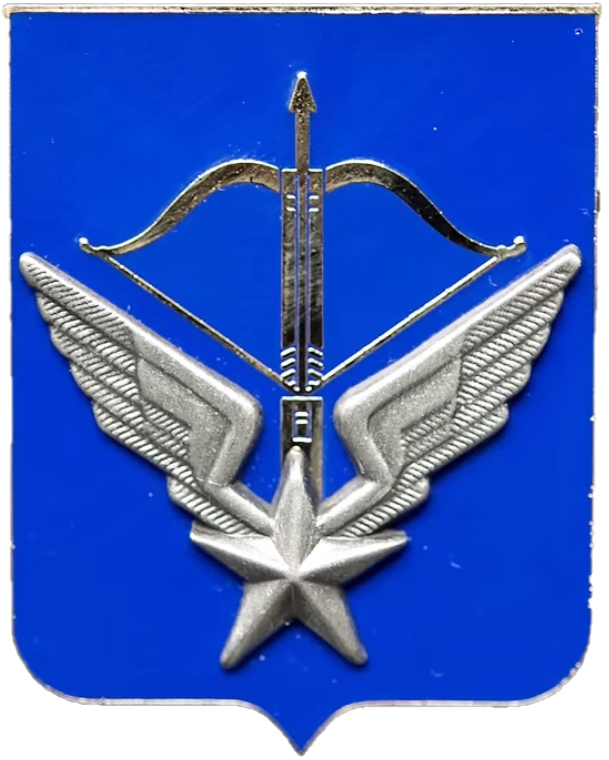
제4특전헬리콥터연대

- 지휘통신중대 (CCTFS)

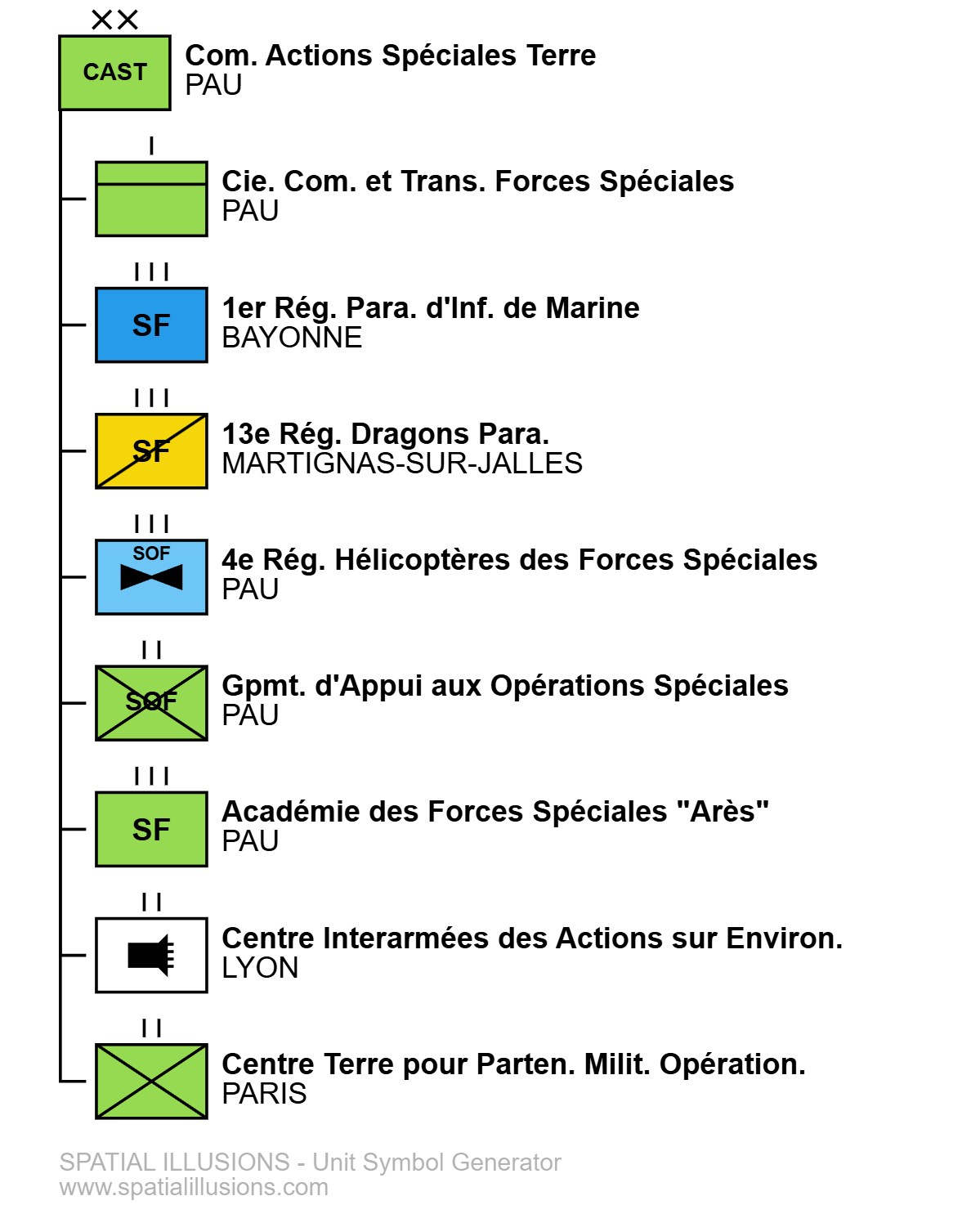
CAST의 전투 서열

- 제1낙하산해병보병연대 (1er RPIMa)
- 제13낙하산용기병연대 (13e RDP)
- 제4특전헬리콥터연대 (4e RHFS)
- 특수작전지원단
- 특수부대 사관학교

## 계보
- 1997년, 프랑스어: groupement spécial autonome (GSA)→독립특별집단
- 2002년 7월 1일, 프랑스어: brigade des forces spéciales Terre (BFST)→육군특수부대여단
- 2016년 7월 1일, 프랑스어: commandement des forces spéciales Terre (COM FST)→육군특수부대사령부
- 2023년 10월 1일, 프랑스어: Commandement des actions spéciales terre (CAST)→육군특별행동사령부